# LSV Markersdorf
LSV Markersdorf an der Pielach was een Oostenrijkse legervoetbalclub uit de huidige gemeente Markersdorf-Haindorf in Neder-Oostenrijk.

## Geschiedenis
In 1939 werd Luftwaffensportverein Markersdorf opgericht. In seizoen 1941/42 speelde de club in de Gauliga Niederdonau. Het kampioenschap werd toen in knock-outsysteem beslecht. Nadat MSV Brünn (uit het Tsjechoslowaakse Brno, in die tijd bezet door de Duitsers) werd uitgeschakeld in de halve finale versloeg de club in de finale 1. Wiener Neustädter SC met 5-3. Hierdoor plaatste de club zich voor de eindronde om te promoveren. De club verloor echter tegen de twee kampioenen van de Weense klassen SG Straßenbahn Wien en Wiener AC (doelsaldo 1-7). 
Na dit seizoen werd de club versterkt met Oostenrijkse topspelers zoals Karl Durspekt (Admira Wien), Karl Sesta (Austria Wien), Lukas Aurednik (Rapid Wien), Adolf Huber (Austria Wien), Max Merkel (Wiener Sport-Club) en ook Duitse spelers zoals Walter Dzur (Dresdner SC), Paul Zielinski (Hamborn 07) en Hiltrop (Hannover 96). Met de klasse die deze spelers met zich meebrachten was de promotie van LSV Markersdorf voorbestemd.
In de Gauliga Niederdonau won de club in de halve finale van LSV Wiener Neustadt  en in de finale van Reichsbahn SG Wiener Neustadt. In de eindronde om promotie won de club tegen de kampioenen van Stiermarken en Karinthië, respectievelijk Kapfenberger SC en Villacher SV. In de hoogste klasse werd de club zesde en eindigde voor clubs als Rapid Wien en Wacker Wien. Door de gebeurtenissen in de Tweede Wereldoorlog moesten steeds meer spelers het leger in en na het einde van het seizoen werd de club opgeheven.

## SC Markersdorf
Ondanks dat Markersdorf door de geallieerden gebombardeerd werd er nog gevoetbald. Op 5 november 1945 werd SC Markersdorf opgericht dat echter in de lagere regionen van het voetbal zou spelen.